# Gle Sango
Gle Sango är en kulle i Indonesien.   Den ligger i provinsen Aceh, i den västra delen av landet, 1 800 km nordväst om huvudstaden Jakarta. Toppen på Gle Sango är 228 meter över havet.
Terrängen runt Gle Sango är varierad.Runt Gle Sango är det ganska tätbefolkat, med 58 invånare per kvadratkilometer. I omgivningarna runt Gle Sango växer i huvudsak städsegrön lövskog.